# Lijst van televisiekanalen in België
Onderstaande is een lijst van Belgische televisiestations.

## Nederlandstalig
| Logo                   | Volledige naam              | Mediabedrijf                                       | Omroep                 | Doelgroep |
| Nationaal (Vlaanderen) | Nationaal (Vlaanderen)      | Nationaal (Vlaanderen)                             | Nationaal (Vlaanderen) | Nationaal (Vlaanderen) |
| ---------------------- | --------------------------- | -------------------------------------------------- | ---------------------- | --- |
|                        | VRT 1                       | Vlaamse Radio- en Televisieomroeporganisatie (VRT) | Publiek                | Familiezender |
|                        | Ketnet Junior / VRT CANVAS  | Vlaamse Radio- en Televisieomroeporganisatie (VRT) | Publiek                | Kleuterzender / intellectuele zender                                                                                        |
|                        | Ketnet                      | Vlaamse Radio- en Televisieomroeporganisatie (VRT) | Publiek                | Kinderzender |
|                        | VTM / VTM Kids              | DPG Media                                          | Privaat                | Familiezender / kinderblok                                                                                                  |
|                        | VTM 2                       | DPG Media                                          | Privaat                | Realityzender |
|                        | VTM 3                       | DPG Media                                          | Privaat                | Filmzender |
|                        | VTM 4                       | DPG Media                                          | Digitaal               | Actie- en classicszender |
|                        | VTM Life                    | DPG Media                                          | Privaat                | Themazender met buitenlandse series                                                                                         |
|                        | VTM GOLD                    | DPG Media                                          | Privaat                | Vlaamse klassiekers (series)                                                                                                |
|                        | Qmusic                      | DPG Media                                          | Digitaal               | Televisie-uitzendingen van radiozender Qmusic                                                                               |
|                        | Play4                       | Play Media                                         | Privaat                | Familiezender |
|                        | Play5                       | Play Media                                         | Privaat                | Amusementszender |
|                        | Play6                       | Play Media                                         | Digitaal               | Film- en seriezender |
|                        | Play7                       | Play Media                                         | Digitaal               | Vrouwenzender |
|                        | Play Crime                  | Play Media                                         | Digitaal               | Themazender met misdaadprogramma's, -series en -films                                                                       |
|                        | Discovery Channel           | Warner Bros. Discovery EMEA                        | Privaat                | Documentairezender |
|                        | HGTV                        | Warner Bros. Discovery EMEA                        | Digitaal               | Interieur- en lifestyle |
|                        | TLC                         | Warner Bros. Discovery EMEA                        | Digitaal               | Vrouwenzender |
|                        | Comedy Central              | Paramount Benelux                                  | Privaat                | Comedy |
|                        | MTV                         | Paramount Benelux                                  | Digitaal               | Jongerenzender |
|                        | Nickelodeon                 | Paramount Benelux                                  | Privaat                | Jeugdzender |
|                        | Nick Jr.                    | Paramount Benelux                                  | Digitaal               | Jeugdzender |
|                        | Disney Channel              | The Walt Disney Company                            | Privaat                | Jeugdzender |
|                        | STAR Channel                | Fox Networks Group/The Walt Disney Company         | Digitaal               | Series |
|                        | National Geographic Channel | Fox Networks Group/The Walt Disney Company         | Privaat                | Documentairezender |
|                        | Play More                   | Telenet                                            | Digitaal               | Drie filmzenders, betaalzenders                                                                                             |
|                        | Play Sports                 | Telenet                                            | Digitaal               | Sportzenders: Betaalzenders: de Belgische Jupiler Pro League, wielrennen/veldrijden, golf en andere sporten                 |
|                        | MENT55                      | Ment Media                                         | Digitaal               | Muziekzender met klassiekers                                                                                                |
|                        | MENTpop                     | Ment Media                                         | Digitaal               | Muziekzender met Nederlandstalige pop                                                                                       |
|                        | DAZN 1                      | DAZN Group                                         | Digitaal               | Sportzender |
|                        | DAZN 2                      | DAZN Group                                         | Digitaal               | Sportzender |
|                        | DAZN 3                      | DAZN Group                                         | Digitaal               | Sportzender |
|                        | DAZN Pro League 1           | DAZN Group                                         | Digitaal               | Wedstrijden uit Jupiler Pro League 1A en 1B                                                                                 |
|                        | DAZN Pro League 2           | DAZN Group                                         | Digitaal               | Wedstrijden uit Jupiler Pro League 1A en 1B                                                                                 |
|                        | DAZN Pro League 3           | DAZN Group                                         | Digitaal               | Wedstrijden uit Jupiler Pro League 1A en 1B                                                                                 |
|                        | Njam!                       | Studio 100                                         | Digitaal               | Kookzender |
|                        | Studio 100 TV               | Studio 100 & Proximus                              | Digitaal               | Muziek voor kinderen |
|                        | Pickx+                      | Proximus Groep                                     | Digitaal               | Betaalzender, via Proximus                                                                                                  |
|                        | Pickx+ Sports               | Proximus Groep                                     | Digitaal               | Sportkanalen, betaalzenders: Belgische Jupiler Pro League, Proximus League, Champions League en Portugese voetbalcompetitie |
|                        | Vlaams Parlement TV         | Vlaams Parlement                                   | Digitaal               | Politieke televisiezender                                                                                                   |
|                        | Trends Z                    | Roularta Media Group                               | Digitaal               | Financiële nieuwszender |
|                        | Eclips TV / Evenaar         | Nv Via Plaza                                       | Digitaal               | Ouderenzender / reiszender                                                                                                  |
|                        | PlattelandsTv               | NTV                                                | Digitaal               | Themazender voor landbouw, paardensport, visvangst en countrylife                                                           |
|                        | Dobbit TV                   | PMG                                                | Digitaal               | Themazender over bouwen, verbouwen, huis en tuin                                                                            |
|                        | Stingray Classica           | Stingray Digital                                   | Digitaal               | Klassieke muziek, opera en ballet                                                                                           |
|                        | Sport 10                    | CSI Sports                                         | Digitaal               | Sportzender |
| Nederland/Vlaanderen   |                             |                                                    |                        | |
|                        | OUTtv                       | OUTtv Media B.V.                                   | Digitaal               | Holebi-zender |
|                        | Eurosport 1                 | Discovery Benelux                                  | Privaat                | Europees sportzender, met Nederlandse versie                                                                                |
|                        | Eurosport 2                 | Discovery Benelux                                  | Privaat                | Europees sportzender, met Nederlandse versie                                                                                |
| Regionaal              |                             |                                                    |                        | |
|                        | ATV                         | Via Plaza                                          | Regionaal              | Prov. Antwerpen: Arr. Antwerpen                                                                                             |
|                        | AVS                         | AVS Oost-Vlaamse Televisie                         | Regionaal              | Prov. Oost-Vlaanderen: Arr. Eeklo, Gent en Oudenaarde                                                                       |
|                        | Focus                       | Focus & WTV                                        | Regionaal              | Prov. West-Vlaanderen: Arr. Brugge, Oostende, Veurne en Diksmuide                                                           |
|                        | TV OOST                     | Via Plaza                                          | Regionaal              | Prov. Oost-Vlaanderen: Arr. Sint-Niklaas, Dendermonde en Aalst                                                              |
|                        | Ring TV                     | Roularta                                           | Regionaal              | Prov. Vlaams Brabant: Arr. Halle-Vilvoorde                                                                                  |
|                        | ROB-tv                      | Via Plaza                                          | Regionaal              | Prov. Vlaams-Brabant: Arr. Leuven                                                                                           |
|                        | RTV                         | RTV                                                | Regionaal              | Prov. Antwerpen: Arr. Mechelen en Turnhout                                                                                  |
|                        | BRUZZ                       | Vlaams-Brusselse Media                             | Regionaal/Lokaal       | Brussels Hoofdstedelijk Gewest                                                                                              |
|                        | TV Limburg                  | Mediahuis                                          | Regionaal              | Prov. Limburg: volledig |
|                        | WTV                         | Focus & WTV                                        | Regionaal              | Prov. West-Vlaanderen: Arr. Kortrijk, Ieper, Roeselare en Tielt                                                             |

## Franstalig
| Logo                 | Volledige naam              | Mediabedrijf                                             | Omroep               | Doelgroep |
| Nationaal (Wallonië) | Nationaal (Wallonië)        | Nationaal (Wallonië)                                     | Nationaal (Wallonië) | Nationaal (Wallonië) |
| -------------------- | --------------------------- | -------------------------------------------------------- | -------------------- | --- |
|                      | La Une                      | Radio-Télévision belge de la Communauté française (RTBF) | Publiek              | Familiezender |
|                      | Tipik                       | Radio-Télévision belge de la Communauté française (RTBF) | Publiek              | Tweede zender |
|                      | La Trois                    | Radio-Télévision belge de la Communauté française (RTBF) | Publiek              | Derde zender |
|                      | TipikVision                 | Radio-Télévision belge de la Communauté française (RTBF) | Publiek              | Jongeren/Muziekzender |
|                      | RTL TVI                     | DPG Media & Groupe Rossel                                | Privaat              | Familiezender |
|                      | RTL Club                    | DPG Media & Groupe Rossel                                | Privaat              | Jongerenzender |
|                      | RTL Plug                    | DPG Media & Groupe Rossel                                | Privaat              | Jongeren/Muziekzender |
|                      | RTL District                | DPG Media & Groupe Rossel                                | Privaat              | Themazender met misdaadprogramma's, -series en -films |
|                      | Radio Contact Vision        | DPG Media & Groupe Rossel                                | Privaat              | Jongeren/Muziekzender |
|                      | AB3                         | Mediawan Thematics                                       | Privaat              | Jongerenzender |
|                      | ABXplore                    | Mediawan Thematics                                       | Privaat              | Wetenschapszender |
|                      | LN24                        | Les News 24 NV                                           | Privaat              | Nieuwszender |
|                      | Trends Z                    | Roularta Media Group                                     | Privaat              | Financiële zender |
|                      | Nickelodeon                 | Paramount Benelux                                        | Privaat              | Jongerenzender |
|                      | Nick Jr.                    | Paramount Benelux                                        | Privaat              | Kinderzender |
|                      | MTV                         | Paramount Benelux                                        | Privaat              | Muziekzender |
|                      | Disney Channel              | The Walt Disney Company                                  | Privaat              | Kinderzender |
|                      | National Geographic Channel | Fox Networks Group/The Walt Disney Company               | Privaat              | Wetenschapszender |
|                      | Dobbit TV                   | PMG                                                      | Privaat              | Doe-het-zelf |
|                      | Be 1                        | VOO                                                      | Digitaal             | Betaalzender, via Orange, VOO en Telenet Digital TV |
|                      | Be Ciné                     | VOO                                                      | Digitaal             | Betaalzender, via Orange, VOO en Telenet Digital TV |
|                      | Be Séries                   | VOO                                                      | Digitaal             | Betaalzender, via Orange, VOO en Telenet Digital TV |
|                      | VOOsport World 1            | VOO                                                      | Privaat              | Sportzender |
|                      | VOOsport World 2            | VOO                                                      | Privaat              | Sportzender |
|                      | VOOsport World 3            | VOO                                                      | Privaat              | Sportzender |
|                      | VOOsport World 4            | VOO                                                      | Privaat              | Sportzender |
|                      | DAZN 1                      | DAZN Group                                               | Privaat              | Sportzender |
|                      | DAZN 2                      | DAZN Group                                               | Privaat              | Sportzender |
|                      | DAZN 3                      | DAZN Group                                               | Privaat              | Sportzender |
| Frankrijk/Wallonië   |                             |                                                          |                      | |
|                      | TV5MONDE                    | TV5MONDE                                                 | Privaat              | Internationale Franstalige zender |
|                      | Eurosport 1                 | Discovery Benelux                                        | Privaat              | Europees sportzender, met Franstalige versie |
|                      | Eurosport 2                 | Discovery Benelux                                        | Privaat              | Europees sportzender, met Franstalige versie |
|                      | ARTE Belgique               | ARTE & RTBF                                              | Publiek              | Publieke samenwerking tussen ARTE en RTBF |
|                      | TF1 Belgique                | Groupe TF1                                               | Privaat              | Familiezender |
| Regionaal            |                             |                                                          |                      | |
|                      | BX1                         |                                                          | Regionaal/Lokaal     | Brussels Hoofdstedelijk Gewest |
|                      | Boukè                       | La télévision du Namurois                                | Regionaal            | Prov. Namen: Arr. Namen (behalve gemeente Gembloers) en Philippeville |
|                      | Canal Zoom                  | Télévision Communautaire Gembloutoise                    | Regionaal            | Prov. Namen: Arr. Namen (gemeente Gembloers) en Prov. Waals-Brabant, (gemeentes Chastre, Walhain (uitgezonderd deelgemeente Nil-Saint-Vincent) en Perwijs)                              |
|                      | Matélé                      |                                                          | Regionaal            | Prov. Namen: Arr. Dinant |
|                      | Qu4tre Liège Média          | RTC Télé Liège                                           | Regionaal            | Prov. Luik: Arr. Luik, Hoei en Borgworm |
|                      | Vedia                       | Télévision Vesdre                                        | Regionaal            | Prov. Luik: Arr. Verviers (behalve kantons Eupen en Sankt Vith) |
|                      | Antenne Centre Télévision   | Antenne Centre Télévision                                | Regionaal            | Prov. Henegouwen: Arr. Zinnik (gemeentes La Louvière, 's Gravenbrakel, Zinnik, Ecaussinnes), Thuin (gemeentes Binche, Morlanwelz, Anderlues en Estinnes) en Charleroi (gemeente Manage) |
|                      | Notélé                      |                                                          | Regionaal            | Prov. Henegouwen: Arr. Doornik, Aat en Zinnik (gemeentes Lessen, Opzullik en Edingen)                                                                                                   |
|                      | Télé MB                     | Télévision Mons Borinage                                 | Regionaal            | Prov. Henegouwen: Arr. Bergen |
|                      | Télésambre                  | Télévision Sambre                                        | Regionaal            | Prov. Henegouwen: Arr. Charleroi (behalve gemeente Manage) en Thuin (behalve gemeentes Binche, Morlanwelz, Anderlues en Estinnes)                                                       |
|                      | TV Lux                      | Télévision Luxembourg                                    | Regionaal            | Prov. Luxemburg: volledig |
|                      | TV COM                      | TV Com Brabant Wallon                                    | Regionaal            | Prov. Waals-Brabant (behalve gemeentes Villers-la-Ville, Chastre, Walhain (uitgezonderd deelgemeente Nil-Saint-Vincent) en Perwijs)                                                     |

## Duitstalig
| Logo      | Volledige naam | Mediabedrijf        | Omroep    | Doelpubliek                                                          |
| Nationaal | Nationaal      | Nationaal           | Nationaal | Nationaal                                                            |
| --------- | -------------- | ------------------- | --------- | -------------------------------------------------------------------- |
|           | BRF TV         | Belgischer Rundfunk | Publiek   | Prov. Luik: Arr. Verviers (kantons Eupen en Sankt Vith: Oostkantons) |